# Asplenium spinescens
Asplenium spinescens är en svartbräkenväxtart som beskrevs av Georg Heinrich Mettenius och Oskar Kuhn. Asplenium spinescens ingår i släktet Asplenium och familjen Aspleniaceae. Inga underarter finns listade.